# De jokkende joker
De jokkende joker is een stripverhaal uit de reeks van Suske en Wiske. Het wordt geschreven door een scenario- en tekenteam onder leiding van Peter Van Gucht en Luc Morjaeu. De eerste albumuitgave was op 20 mei 2009.

## Personages
In het album spelen de volgende personages mee:
- Suske, Wiske, Schanulleke, tante Sidonia, toverkol Moe Marionet, Panokkio (de broer van Pinokkio), Isabella (gesneden uit het hout van een kerstboom, de Joker, El Capitano (gesneden uit wilgenhout), Diabolo, Pulcinella, Grol (hond), Sinterklaas, dokter, Komedie en Tragedie, Jef de Zaagvogel, Memel[1] (houtworm), agent, Dieter de Gieter.

## Locaties
Dit verhaal speelt zich af op de volgende locaties:
- België, poppentheater in woonwagen, warenhuis, hondenkapper Fifi, poppenwoud met de Chateau (het oudste poppentheater), de Kraaienpruik (holle treurwilg).

## Het verhaal
Het is dorpsfeest in de gemeente en tante Sidonia gaat met Suske en Wiske naar een marionettentheater. Wiske denkt dat de poppen zonder draden bewegen en raakt Schanulleke kwijt. Als ze na een zoektocht naar huis gaan, worden ze gevolgd en Wiske krijgt 's nachts een briefje op haar slaapkamerraam. Ze moet naar het poppentheater als ze Schanulleke terug wil. Ze gaat erheen en krijgt haar popje terug, maar komt vervolgens niet meer thuis. De volgende ochtend ontdekken tante Sidonia en Suske dat Wiske verdwenen is en ze zien het briefje. Ze gaan op zoek naar Wiske. Jerom, Lambik en professor Barabas zijn op expeditie en kunnen daarom niet helpen.
Wiske is in een pop omgetoverd en hoort van de andere poppen dat Moe Marionet de poppen Komedie en Tragedie, die heersen over de magie van het poppentheater, heeft ontvoerd. Ze maakte de poppen levend met hun toverkracht, maar werd zelf verliefd op de Joker en beloofde hem een mens te maken. Hier had ze een ander mens voor nodig, omdat Komedie en Tragedie enkel kunnen ruilen en niet zomaar omtoveren. Wiske hoort dat ze weer mens kan worden door Komedie en Tragedie terug naar de Chateau te brengen. Als de poppen vrij zijn, kunnen ze alle toverij ongedaan maken. Wiske ontsnapt tijdens een voorstelling en kan aan Grol ontkomen in een warenhuis en bij hondenkapster Fifi.
Moe gaat naar de Kraaienpruik. Tante Sidonia slaat op tilt als ze Wiske als houten pop ziet en ze wordt door Suske en Wiske naar een dokter gebracht. Suske en Wiske volgen het poppentheater en bevrijden de poppen, maar Wiske wordt door een magische zweep gevangen. Met een magisch kruidenmengsel maakt Moe het karakter van Wiske boosaardig. Suske bevrijdt Wiske en ze gaan naar het poppenwoud. Ze zoeken de Chateau in dit labyrint. Jef de Zaagvogel vertelt dat ze het spoor van rode bloemen volgen moeten. Wiske snijdt de touwbrug door en de poppen en Suske kunnen zich nog net vastgrijpen. Wiske gaat er met Komedie en Tragedie vandoor.
Isabella verslaat Wiske samen met Suske en ze gooien haar in water, waardoor Wiskes eigen karakter terugkeert. Suske en Isabella kunnen door middel van de neus van Panokkio over het ravijn komen, Panokkio blijft achter. Dieter de Gieter zorgt voor voedsel en Wiske komt bij Moe. Ze gaan samen op zoek naar Komedie en Tragedie, maar Moe ontdekt dat Wiske haar bedriegt en eet van de Sabenas Lufthansus Turbulentus, de "magische vliegenzwam". Moe vliegt over het bos en blaast op de Memelhoorn, waardoor de enorme houtworm wakker wordt. De muziek van Pulcinella houdt het beest kalm en de anderen gaan verder.
Moe komt op de neus van Panokkio over het ravijn en haalt hem met de magische zweep naar de overkant. Ze vindt Pulcinella en pakt de andere poppen, maar Komedie en Tragedie zijn er niet. Ze hoort dat Wiske deze twee poppen al die tijd in haar bezit had en gaat verder naar de Chateau. De Joker heeft Wiske vastgebonden en hij heeft Moe voor de gek gehouden. De Joker heeft geen gevoelens voor Moe, juist haar wil hij gebruiken om van Isabella een mens te maken. Wiske slaat Moe neer en Komedie en Tragedie worden in de Chateau geplaatst. Ze toveren Isabella en Moe om, omdat de Joker dit netjes vraagt. Moe wordt begoten met water uit Dieter en verandert in een boom. De andere poppen mogen in de Chateau blijven wonen en Wiske krijgt van Komedie en Tragedie zonder ruilen haar normale uiterlijk terug. De vrienden gaan naar huis.